# X-Men: Przeszłość, która nadejdzie
X-Men: Przeszłość, która nadejdzie (oryg. X-Men: Days of Future Past) – amerykański fantastycznonaukowy film akcji z 2014 roku na podstawie serii komiksów o grupie superbohaterów o tej samej nazwie wydawnictwa Marvel Comics. Za reżyserię filmu odpowiadał Bryan Singer na podstawie scenariusza Simona Kinberga. W rolach głównych wystąpili: Hugh Jackman, James McAvoy, Michael Fassbender, Jennifer Lawrence, Halle Berry, Anna Paquin, Elliot Page, Peter Dinklage, Ian McKellen i Patrick Stewart.
Akcja filmu rozgrywa się około 10 lat po wydarzeniach z Pierwszej klasy oraz około 10 lat po Ostatnim bastionie. Wolverine cofa się w czasie do 1973 roku, gdzie musi zmienić bieg przyszłości i nie dopuścić do utworzenia robotów zwanych Sentinelami, które doprowadzą do zagłady zarówno ludzi, jak i mutantów.
Światowa premiera Przeszłości, która nadejdzie miała miejsce 10 maja 2014 roku w Nowym Jorku. W Polsce film zadebiutował 23 maja tego samego roku. Film zarobił prawie 750 milionów dolarów przy budżecie 200 milionów i uzyskał pozytywne oceny krytyków. Przeszłość, która nadejdzie jest siódmą produkcją wchodzącą w skład franczyzy uniwersum filmowego osadzonego w świecie X-Men oraz sequelem filmów X-Men: Ostatni bastion z 2006 roku i X-Men: Pierwsza klasa z 2011 roku. W 2015 roku została wydana jego rozszerzona wersja The Rogue Cut. Powstały jego dwie kontynuacje X-Men: Apocalypse z 2016 i X-Men: Mroczna Phoenix z 2019 roku.

## Streszczenie fabuły
W dystopijnym 2023 roku roboty zwane Sentinelami zostały zaprogramowane do rozpoznania i polowania na mutantów oraz pomocnych im ludzi. Mała grupa ocalałych X-Menów pod wodzą Kitty Pryde, składająca się z Colossusa, Blink, Warpatha, Bishopa, Icemana i Sunspota, zostaje zaatakowana przez Sentineli, ale Pryde przesyła świadomość Bishopa w przeszłość o kilka dni, aby ostrzec innych i zapewnić ich przetrwanie. Grupa wycofuje się do chińskiej świątyni, gdzie spotyka profesora Charlesa Xaviera, Magneto, Storm i Logana. Xavier wyjaśnia historię stworzenia Sentineli, które zostały zaprojektowane przez Bolivara Traska, wojskowego naukowca, którego Mystique zamordowała w 1973 roku. Zaalarmowane śmiercią Traska siły rządowe schwytały Mystique i przeprowadziły na niej eksperymenty. Użyli jej DNA do rozwoju programu Sentinel, umożliwiając im w ten sposób dostosowanie się do prawie każdej zmutowanej mocy. Xavier i Magneto planują wykorzystać zdolność Pryde, aby zapobiec zabójstwu Traska i późniejszej apokaliptycznej przyszłości. Logan zgłasza się na ochotnika w miejsce Xaviera, ponieważ jego zdolności regeneracyjne pozwolą mu przetrwać ten proces.
Wolverine, po przebudzeniu w swoim młodszym ciele w 1973 roku, udaje się do posiadłości X-Menów, gdzie dowiaduje się od Hanka McCoya, że szkoła została zamknięta kilka lat temu z powodu wykorzystania wielu uczniów i pracowników szkoły podczas wojny w Wietnamie, a Erik Lehnsherr został niesłusznie aresztowany za zabójstwo innego mutanta Johna F. Kennedy’ego. Załamany Xavier pogrążył się w alkoholu i zaprzestał używania swoich mocy, dzięki surowicy, która pozwala mu chodzić, ale tłumi jego zdolności telepatyczne. Mając nadzieję na ponowne spotkanie z Mystique, Xavier zgadza się pomóc. Następnie Logan, Xavier i Hank dostają się do Pentagonu, skąd wyciągają Lehnsherra z więzienia, z pomocą nowo zwerbowanego Petera Maximoffa.
Mystique odkrywa, że Trask eksperymentował na mutantach i w zemście zaplanowała zamordowanie go podczas Paryskiego Porozumienia Pokojowego. Próba ta została udaremniona przez interwencję Xaviera, McCoya i Logana. Lehnsherr próbuje zabić Raven, wierząc, że może to uniemożliwić powstanie Sentineli. Dochodzi do walki między McCoyem i Lehnsherrem, co pozwala Mystique uciec. Jednak cała trójka zostanie ujawniona publicznie jako mutanci. Trask wykorzystuje to i skutecznie przekonuje prezydenta Richarda Nixona do zainicjowania programu Sentinel. Lehnsherr odzyskuje swój hełm, który pozwala mu blokować moce Xaviera i przejmuje kontrolę nad prototypami Sentineli Traska. Po powrocie do posiadłości Xavier zaprzestaje brać serum i odzyskuje swoje umiejętności, co pozwala mu na komunikację ze sobą z przyszłości. Zostaje zainspirowany do ochrony relacji między mutantami a ludźmi. Po użyciu Cerebro do odnalezienia Mystique, Xavier, McCoy i Logan udają się do Waszyngtonu, aby powstrzymać Mystique przed zabójstwem Traska.
Podczas ceremonii, w której Nixon prezentuje Sentinele, Xavier, McCoy i Logan szukają Mystique. Zjawia się Magneto i kontrolując Sentinele barykaduje Biały Dom. Podczas walki Magneto przebija Logana zbrojeniem i wrzuca go do rzeki Potomak. Nixon, Trask i Mystique w przebraniu ukrywają się w bunkrze w Białym Domu, ale Magneto wyrywa go z budynku z zamiarem zabicia prezydenta. W przyszłości X-Meni staczają ostatnią bitwę z Sentinelami. Wielu z nich ginie, aby reszta zyskała więcej czasu, a Magneto zostaje poważnie ranny. W 1973 roku Xavier przekonuje Mystique do oszczędzenia Traska po tym, jak uratowała Nixona przed Magneto. Dzięki temu zmieniła się historia, a Sentinele znikają. Magneto i Mystique odchodzą, a Trask zostaje później osadzony w więzieniu za próbę sprzedania amerykańskich tajemnic wojskowych wietnamskim urzędnikom.
Wolverine budzi się w posiadłości X-Menów w 2023 roku, gdzie Iceman, Rogue, Colossus, Pryde, Beast, Storm, Jean Grey, Scott Summers i Xavier nadal żyją. Xavier mówi zaciekawionemu Loganowi, że mają wiele do omówienia. W 1973 roku młodszy Logan zostaje wyłowiony z rzeki przez Mystique, przebraną za Williama Strykera.
W scenie po napisach w starożytnym Egipcie tłum wywołuje En Sabah Nura, który telekinetycznie podnosi bloki konstrukcyjne do budowy piramid, a Czterej Jeźdźcy obserwują to z daleka.

## Obsada
| Polski dubbing |
| • Krzysztof Banaszyk jako James „Logan” Howlett / Wolverine • Waldemar Barwiński jako Charles Xavier / Profesor X (młodszy) • Piotr Fronczewski jako Charles Xavier / Profesor X (starszy) • Piotr Zelt jako Eric Lensherr / Magneto (młodszy) • Wiktor Zborowski jako Eric Lensherr / Magneto (starszy) • Lidia Sadowa jako Raven Darkholme / Mystique • Anna Gajewska jako Ororo Munroe / Storm • Julia Kołakowska-Bytner jako Kitty Pryde • Jarosław Boberek jako Bolivar Trask • Lesław Żurek jako Henry „Hank” McCoy / Beast |

- Hugh Jackman jako James „Logan” Howlett / Wolverine, mutant posiadający szpony w rękach, wyostrzone zmysły oraz umiejętność regeneracji. W wyniku eksperymentu jego szkielet, w tym również szpony, został pokryty niezniszczalnym adamantium[4].
- James McAvoy i Patrick Stewart jako Charles Xavier / Profesor X, mutant, który ma zdolność telepatii, pacyfista. Stewart zagrał Profesora X z przyszłości[5].
- Michael Fassbender i Ian McKellen jako Eric Lensherr / Magneto, mutant posiadający umiejętność manipulowania polem magnetycznym oraz metalem. McKellen zagrał Magneto z przyszłości[5].
- Jennifer Lawrence jako Raven Darkholme / Mystique, mutantka posiadająca zdolność zmiany swojego wyglądu[5].
- Halle Berry jako Ororo Munroe / Storm, mutantka umiejąca kontrolować pogodę[6].
- Elliot Page jako Kitty Pryde, mutantka, która potrafi przenikać przez przeszkody[7].
- Peter Dinklage jako Bolivar Trask, wojskowy naukowiec i szef Trask Industries, który stworzył roboty zwane Sentinelami, których celem jest zniszczenie mutantów[8].
- Nicholas Hoult jako Henry „Hank” McCoy / Beast, mutant pokryty futrem, mający chwytne stopy i nadludzkie zdolności fizyczne[5]. Kelsey Grammer wystąpił w roli cameo, jako McCoy z przyszłości[9].

Swoje role z poprzednich filmów powtórzyli: Shawn Ashmore jako Bobby Drake / Iceman, mutant umiejący kontrolować lód; Daniel Cudmore jako Peter Rasputin / Colossus, mutant, który potrafi zamienić swoje ciało w metal; Lucas Till jako Alex Summers / Havok, mutant, który ma zdolność pochłaniania energii i wyładowywania jej w postaci wybuchów; Famke Janssen jako Jean Grey, mutantka posiadająca zdolności telekinetyczne i telepatyczne; James Marsden jako Scott Summers / Cyclops, mutant posiadający zdolność generowania wiązek energii z oczu; Anna Paquin jako Marie D’Ancanto / Rogue, mutantka, która poprzez fizyczny kontakt potrafi odebrać siły życiowe, poznać czyjeś wspomnienia, a w przypadku mutantów – używać ich mocy. Janssen, Marsden i Paquin pojawiają się w rolach cameo. 
W filmie wystąpili również: Josh Helman jako William Stryker, wojskowy, który nienawidzi mutantów; Evan Peters jako Pietro Maximoff / Quicksilver, mutant posiadający umiejętność szybkiego poruszania się; Zehra Leverman jego matkę; Omar Sy jako Bishop, mutant absorbujący energię i emitujący ją z powrotem w wybranym momencie; Fan Bingbing jako Blink, mutantka wytwarzająca portale służące do teleportacji; Adan Canto jako Sunspot, mutant zdolny do wytwarzania energii słonecznej oraz Booboo Stewart jako James Proudstar / Warpath, mutant posługujący się nożami. Pozostałych mutantów zagrali Evan Jonigkeit jako Toad, Gregg Lowe jako Ink i Jaa Smith-Johnson jako Daniels. Scenarzyści komiksów o X-Menach Len Wein i Chris Claremont zagrali kongresmenów Stanów Zjednoczonych, Michael Lerner pojawił się jako senator Brickman, a Mark Camacho jako prezydent Richard Nixon. 
Reżyser filmu, Bryan Singer, pojawił się w roli cameo, a w scenie po napisach Brendan Pedder jako starożytny mutant, En Sabah Nur.

## Produkcja

### Rozwój projektu

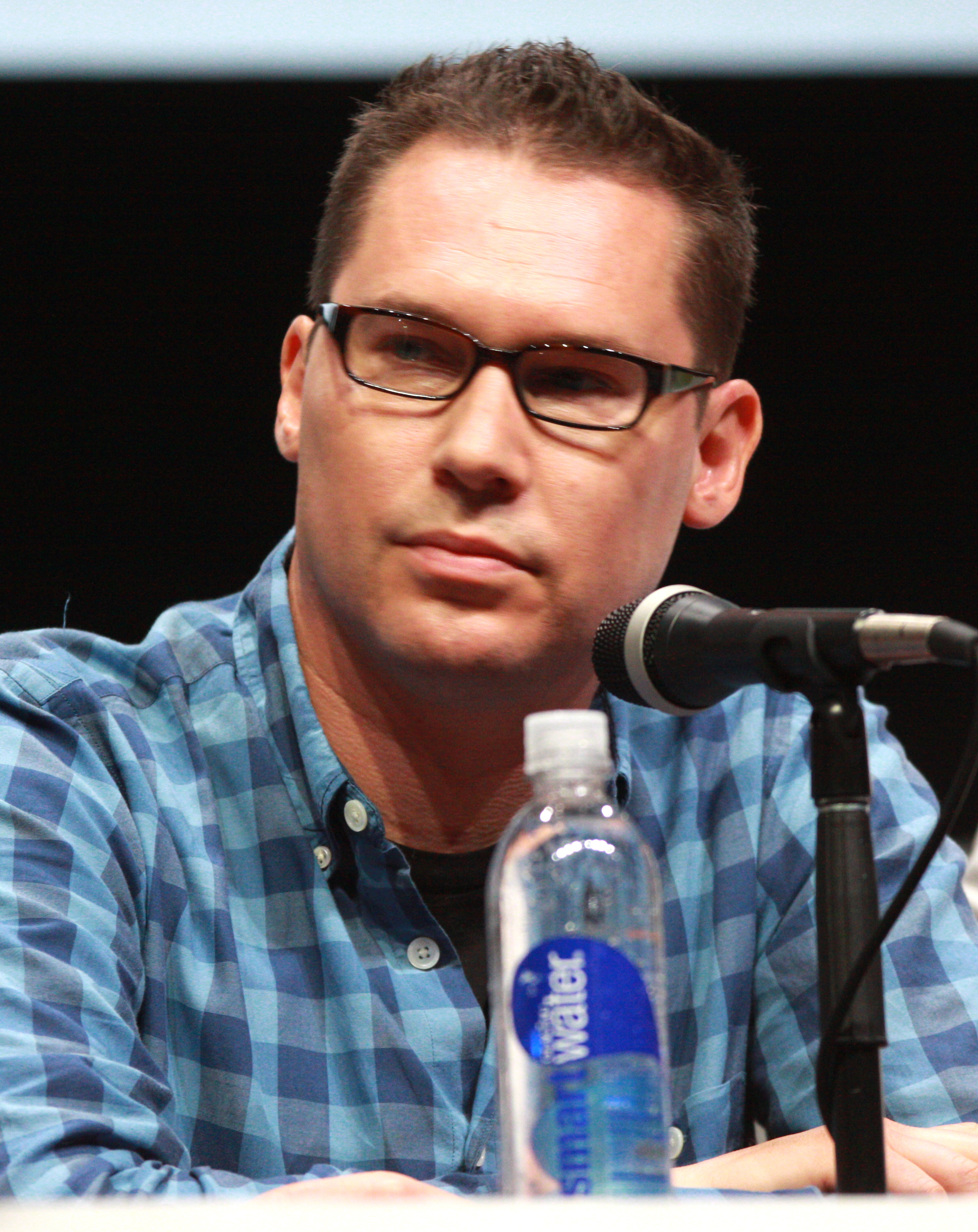
Bryan Singer, reżyser filmu

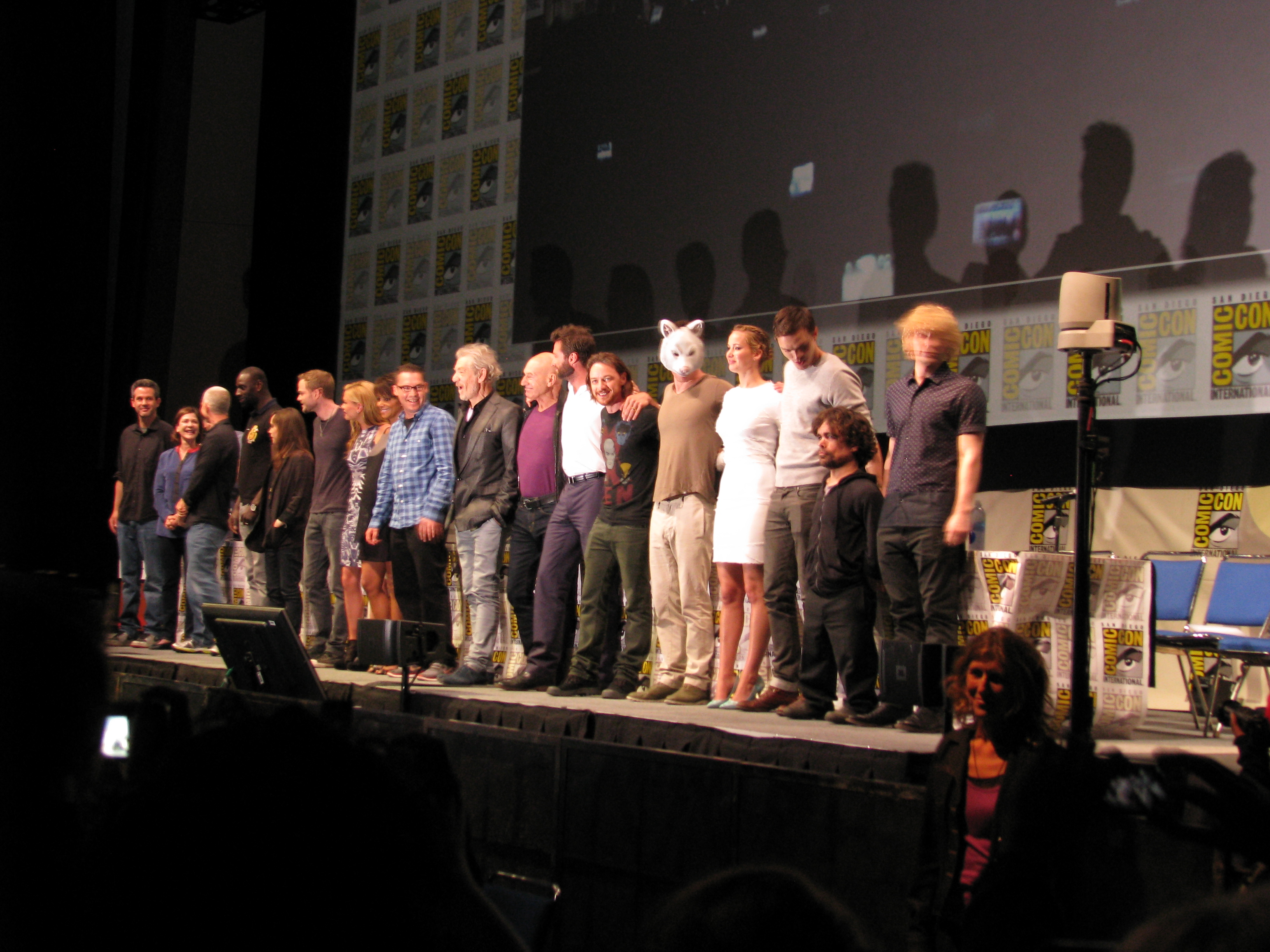
Obsada i twórcy filmu podczas San Diego Comic-Conu

W marcu 2010 roku poinformowano, że 20th Century Fox planuje rozpocząć nową trylogię filmem X-Men: Pierwsza klasa. Rok później ujawniono, że w trakcie rozwoju są kolejne filmy. W październiku tego samego roku poinformowano, że Simon Kinberg został zatrudniony do napisania scenariusza. W styczniu 2012 roku poinformowano, że Matthew Vaughn powróci na stanowisko reżysera, a Bryan Singer jako producent. 
W maju studio wyznaczyło datę amerykańskiej premiery na 18 lipca 2014 roku, a w sierpniu ujawniono pełny tytuł, X-Men: Days of Future Past. W październiku Vaughn zrezygnował na rzecz filmu Kingsman: Tajne służby. Kilka dni później poinformowano, że Singer zajął jego miejsce. W czerwcu 2013 roku data premiery została przesunięta na 23 maja 2014.

### Casting
Pod koniec listopada 2012 roku ujawniono, że James McAvoy, Michael Fassbender, Jennifer Lawrence i Nicholas Hoult powtórzą swoje role z filmu X-Men: Pierwsza klasa, Ian McKellen i Patrick Stewart z oryginalnej trylogii. Kilka dni później, na początku grudnia potwierdzono powrót Hugh Jackmana jako Wolverine’a.
W styczniu 2013 roku poinformowano, że Anna Paquin jako Rogue, Elliot Page jako Kitty Pryde i Shawn Ashmore jako Iceman, powtórzą swoje role z oryginalnej trylogii. Rola Paquin ostatecznie została mocno okrojona. W następnym miesiącu ujawniono, że Peter Dinklage zagra antagonistę w filmie. W marcu poinformowano, że powróci Halle Berry jako Storm i Daniel Cudmore jako Colossus, a do obsady dołączyli Fan Bingbing jako Blink, Booboo Stewart oraz Omar Sy.
W kwietniu ujawniono, że Adan Canto zagra w filmie. W następnych dwóch miesiącach do obsady dołączyli: Evan Peters jako Quicksilver, Josh Helman oraz Lucas Till jako Havok, który wystąpił w X-Men: Pierwsza klasa.

### Zdjęcia i postprodukcja
Zdjęcia do filmu rozpoczęły się 15 kwietnia 2013 roku w Montrealu w Kanadzie, a zakończyły się 17 sierpnia tego samego roku. Dokrętki odbyły się w listopadzie tego samego roku i w lutym 2014 roku. Za zdjęcia odpowiadał Newton Thomas Sigel, scenografią zajął się John Myhre, a kostiumy zaprojektowała Louise Mingenbach. 
Montażem zajął się John Ottman. Efekty specjalne przygotowały studia: Moving Picture Company, Cinesite, Rising Sun Pictures, Mokko Studio, Hydraulx, Method Studios, Animal Logic VFX, Legacy Effects, Digital Domain i Rhythm and Hues Studios, a odpowiadali za nie Anders Langlands, Lou Pecora, Derek Spears i Holger Voss.

## Muzyka
W kwietniu 2013 roku poinformowano, że John Ottman skomponuje muzykę do filmu. Album X-Men: Days of Future Past (Original Motion Picture Soundtrack) został wydany 26 maja 2014 roku przez Sony Classical Records. Dwupłytowy soundtrack X-Men: Days of Future Past – The Rogue Cut (Original Motion Picture Soundtrack) do rozszerzonej wersji filmu wydano 24 czerwca 2015 roku.
| X-Men: Days of Future Past (Original Motion Picture Soundtrack) – 2014 | X-Men: Days of Future Past (Original Motion Picture Soundtrack) – 2014 | X-Men: Days of Future Past (Original Motion Picture Soundtrack) – 2014 | X-Men: Days of Future Past (Original Motion Picture Soundtrack) – 2014 | X-Men: Days of Future Past (Original Motion Picture Soundtrack) – 2014 |
| Nr                                                                     | Tytuł utworu                                                           | Autor                                                                  | Wykonawca                                                              | Długość                                                                |
| ---------------------------------------------------------------------- | ---------------------------------------------------------------------- | ---------------------------------------------------------------------- | ---------------------------------------------------------------------- | ---------------------------------------------------------------------- |
| 1.                                                                     | „The Future – Main Titles”                                             | J. Ottman                                                              |                                                                        | 2:45                                                                   |
| 2.                                                                     | „Time’s Up”                                                            | J. Ottman                                                              |                                                                        | 4:18                                                                   |
| 3.                                                                     | „Hope (Xavier’s Theme)”                                                | J. Ottman                                                              |                                                                        | 4:48                                                                   |
| 4.                                                                     | „I Found Them”                                                         | J. Ottman                                                              |                                                                        | 2:51                                                                   |
| 5.                                                                     | „Saigon / Logan Arrives”                                               | J. Ottman                                                              |                                                                        | 4:36                                                                   |
| 6.                                                                     | „Pentagon Plan / Sneaky Mystique”                                      | J. Ottman                                                              |                                                                        | 3:24                                                                   |
| 7.                                                                     | „He Lost Everything”                                                   | J. Ottman                                                              |                                                                        | 1:51                                                                   |
| 8.                                                                     | „Springing Erik”                                                       | J. Ottman                                                              |                                                                        | 3:33                                                                   |
| 9.                                                                     | „How Was She?”                                                         | J. Ottman                                                              |                                                                        | 1:46                                                                   |
| 10.                                                                    | „All Those Voices”                                                     | J. Ottman                                                              |                                                                        | 3:18                                                                   |
| 11.                                                                    | „Paris Pandemonium”                                                    | J. Ottman                                                              |                                                                        | 7:44                                                                   |
| 12.                                                                    | „Contacting Raven”                                                     | J. Ottman                                                              |                                                                        | 1:48                                                                   |
| 13.                                                                    | „Rules of Time”                                                        | J. Ottman                                                              |                                                                        | 3:07                                                                   |
| 14.                                                                    | „Hat Rescue”                                                           | J. Ottman                                                              |                                                                        | 1:29                                                                   |
| 15.                                                                    | „Time’s Up (Film Version)”                                             | J. Ottman                                                              |                                                                        | 3:33                                                                   |
| 16.                                                                    | „The Attack Begins”                                                    | J. Ottman                                                              |                                                                        | 5:03                                                                   |
| 17.                                                                    | „Join Me”                                                              | J. Ottman                                                              |                                                                        | 3:20                                                                   |
| 18.                                                                    | „Do What You Were Made For”                                            | J. Ottman                                                              |                                                                        | 2:56                                                                   |
| 19.                                                                    | „I Have Faith in You / Goodbyes”                                       | J. Ottman                                                              |                                                                        | 2:27                                                                   |
| 20.                                                                    | „Welcome Back / End Titles”                                            | J. Ottman                                                              |                                                                        | 3:57                                                                   |
| 21.                                                                    | „Time in a Bottle”                                                     |                                                                        | Jim Croce                                                              | 2:26                                                                   |
| 22.                                                                    | „The First Time Ever I Saw Your Face”                                  |                                                                        | Roberta Flack                                                          | 5:19                                                                   |
|                                                                        |                                                                        |                                                                        |                                                                        | 1:16:19                                                                |

| X-Men: Days of Future Past – The Rogue Cut (Original Motion Picture Soundtrack), CD1 – 2015 | X-Men: Days of Future Past – The Rogue Cut (Original Motion Picture Soundtrack), CD1 – 2015 | X-Men: Days of Future Past – The Rogue Cut (Original Motion Picture Soundtrack), CD1 – 2015 | X-Men: Days of Future Past – The Rogue Cut (Original Motion Picture Soundtrack), CD1 – 2015 |
| Nr                                                                                          | Tytuł utworu                                                                                | Autor                                                                                       | Długość                                                                                     |
| ------------------------------------------------------------------------------------------- | ------------------------------------------------------------------------------------------- | ------------------------------------------------------------------------------------------- | ------------------------------------------------------------------------------------------- |
| 1.                                                                                          | „Main Theme”                                                                                | J. Ottman                                                                                   | 0:56                                                                                        |
| 2.                                                                                          | „Hope (Xavier’s Theme)”                                                                     | J. Ottman                                                                                   | 4:50                                                                                        |
| 3.                                                                                          | „The Future”                                                                                | J. Ottman                                                                                   | 1:59                                                                                        |
| 4.                                                                                          | „Time’s Up”                                                                                 | J. Ottman                                                                                   | 4:19                                                                                        |
| 5.                                                                                          | „I Found Them”                                                                              | J. Ottman                                                                                   | 2:52                                                                                        |
| 6.                                                                                          | „Xavier’s Plan”                                                                             | J. Ottman                                                                                   | 3:35                                                                                        |
| 7.                                                                                          | „Rules of Time”                                                                             | J. Ottman                                                                                   | 3:08                                                                                        |
| 8.                                                                                          | „Trask Hearing / A New Era”                                                                 | J. Ottman                                                                                   | 2:34                                                                                        |
| 9.                                                                                          | „Saigon / Logan Arrives”                                                                    | J. Ottman                                                                                   | 4:35                                                                                        |
| 10.                                                                                         | „He Lost Everything”                                                                        | J. Ottman                                                                                   | 1:50                                                                                        |
| 11.                                                                                         | „Pentagon Plan / Sneaky Mystique”                                                           | J. Ottman                                                                                   | 3:25                                                                                        |
| 12.                                                                                         | „Springing Erik”                                                                            | J. Ottman                                                                                   | 3:33                                                                                        |
| 13.                                                                                         | „Clothes Off / Goodbye Peter”                                                               | J. Ottman                                                                                   | 2:12                                                                                        |
| 14.                                                                                         | „You Abandoned us All! / Yes, she Does”                                                     | J. Ottman                                                                                   | 2:23                                                                                        |
| 15.                                                                                         | „How Was She?”                                                                              | J. Ottman                                                                                   | 1:47                                                                                        |
| 16.                                                                                         | „Paris Pandemonium”                                                                         | J. Ottman                                                                                   | 7:44                                                                                        |
| 17.                                                                                         | „Whitehouse Meeting”                                                                        | J. Ottman                                                                                   | 2:41                                                                                        |
| 18.                                                                                         | „Are you Mystique?”                                                                         | J. Ottman                                                                                   | 2:01                                                                                        |
| 19.                                                                                         | „We Need You”                                                                               | J. Ottman                                                                                   | 2:14                                                                                        |
| 20.                                                                                         | „All Those Voices”                                                                          | J. Ottman                                                                                   | 3:18                                                                                        |
| 21.                                                                                         | „Charles n Charles”                                                                         | J. Ottman                                                                                   | 2:59                                                                                        |
| 22.                                                                                         | „Off the Tracks”                                                                            | J. Ottman                                                                                   | 1:23                                                                                        |
| 23.                                                                                         | „There’s Someone Else”                                                                      | J. Ottman                                                                                   | 1:59                                                                                        |
| 24.                                                                                         | „Contacting Raven”                                                                          | J. Ottman                                                                                   | 1:48                                                                                        |
| 25.                                                                                         | „Letting Raven In”                                                                          | J. Ottman                                                                                   | 3:34                                                                                        |
|                                                                                             |                                                                                             |                                                                                             | 1:13:39                                                                                     |

| X-Men: Days of Future Past – The Rogue Cut (Original Motion Picture Soundtrack), CD2 – 2015 | X-Men: Days of Future Past – The Rogue Cut (Original Motion Picture Soundtrack), CD2 – 2015 | X-Men: Days of Future Past – The Rogue Cut (Original Motion Picture Soundtrack), CD2 – 2015 | X-Men: Days of Future Past – The Rogue Cut (Original Motion Picture Soundtrack), CD2 – 2015 |
| Nr                                                                                          | Tytuł utworu                                                                                | Autor                                                                                       | Długość                                                                                     |
| ------------------------------------------------------------------------------------------- | ------------------------------------------------------------------------------------------- | ------------------------------------------------------------------------------------------- | ------------------------------------------------------------------------------------------- |
| 1.                                                                                          | „Finding Rogue”                                                                             | J. Ottman                                                                                   | 3:02                                                                                        |
| 2.                                                                                          | „Costly Escape”                                                                             | J. Ottman                                                                                   | 2:21                                                                                        |
| 3.                                                                                          | „Cutting Ties”                                                                              | J. Ottman                                                                                   | 2:47                                                                                        |
| 4.                                                                                          | „Ripples in Time”                                                                           | J. Ottman                                                                                   | 1:19                                                                                        |
| 5.                                                                                          | „Raising RFK / Here they Come”                                                              | J. Ottman                                                                                   | 2:36                                                                                        |
| 6.                                                                                          | „Raising RFK / Magneto Descends”                                                            | J. Ottman                                                                                   | 1:23                                                                                        |
| 7.                                                                                          | „The Attack Begins”                                                                         | J. Ottman                                                                                   | 2:26                                                                                        |
| 8.                                                                                          | „Saving the Future”                                                                         | J. Ottman                                                                                   | 5:03                                                                                        |
| 9.                                                                                          | „Join Me”                                                                                   | J. Ottman                                                                                   | 2:55                                                                                        |
| 10.                                                                                         | „They Found Us / Remember the Xmen”                                                         | J. Ottman                                                                                   | 3:40                                                                                        |
| 11.                                                                                         | „I Have Faith in You / Goodbyes”                                                            | J. Ottman                                                                                   | 3:19                                                                                        |
| 12.                                                                                         | „You’re Here!”                                                                              | J. Ottman                                                                                   | 2:26                                                                                        |
| 13.                                                                                         | „Welcome Back / End Titles”                                                                 | J. Ottman                                                                                   | 3:56                                                                                        |
| 14.                                                                                         | „En Sabah Nur”                                                                              | J. Ottman                                                                                   | 0:54                                                                                        |
|                                                                                             |                                                                                             |                                                                                             | 38:07                                                                                       |

## Wydanie
Światowa premiera filmu X-Men: Przeszłość, która nadejdzie odbyła się 10 maja 2014 roku w Nowym Jorku. W wydarzeniu uczestniczyła obsada i produkcja filmu, a także zaproszono na nie specjalnych gości. Premierze tej towarzyszył czerwony dywan oraz szereg konferencji prasowych. Dla szerszej publiczności w Stanach Zjednoczonych i w Polsce film zadebiutował 23 maja tego samego roku.
14 października 2014 film został wydany w Stanach Zjednoczonych na DVD i Blu-ray. Natomiast w Polsce na DVD ukazał się dzień później (15 października), a na Blu-ray miał premierę 4 stycznia 2015 roku.
The Rogue Cut
14 lipca 2015 roku została wydana rozszerzona wersja filmu The Rogue Cut, która zawiera dodatkowe 17 minut materiału, w tym między innymi wcześniej usunięte sceny z Anną Paquin jako Rogue. Pokazano ją również publiczności podczas San Diego Comic-Con w 2015 roku.

## Odbiór

### Box office
Film, przy budżecie 200 milionów dolarów, zarobił prawie 750 milionów, z czego prawie 234 miliony w Stanach Zjednoczonych i Kanadzie oraz prawie 1,5 miliona w Polsce. Na świecie film zarobił w weekend otwarcia prawie 263 miliony, zyskując miano najbardziej dochodowego filmu o X-Menach.

### Krytyka w mediach
Film spotkał się z pozytywną reakcją krytyków. W serwisie Rotten Tomatoes 90% z 326 recenzji uznano za pozytywne, a średnia ocen wystawionych na ich podstawie wyniosła 7,53/10. Na portalu Metacritic średnia ważona ocen z 44 recenzji wyniosła 75 punktów na 100. Natomiast według serwisu CinemaScore, zajmującego się mierzeniem atrakcyjności filmów w Stanach Zjednoczonych, publiczność przyznała mu ocenę A w skali od F do A+.
Sean O’Connell z Cinema Blend napisał: „jak dotąd najwspanialszy, najbardziej kompletny i zdumiewająco zabawny [film X-Men]”. David Rooney z magazynu „The Hollywood Reporter” stwierdził, że: „Chociaż jest bardziej dramatycznie rozedrgany niż reboot i brakuje mu wyrazistego złoczyńcy, nowy film jest nakręcony z budzącym emocje szacunkiem dla postaci Marvel Comics i ich świata”. Justin Chang z „Variety” napisał: „O ile rozterki bohaterów czasami wydają się zbyt zdławione, o tyle posuwa je do przodu orzeźwiająca emocjonalna bezpośredniość, pozbawiona cynizmu lub sentymentalizmu, która rozgrywa autentycznie akordy uczuć w trakcie 130-minutowego seansu filmowego”.
Jakub Popielecki z portalu Filmweb stwierdził: „Uwaga! Bryan Singer liczy, że wywoła u was sklerozę. Przeszłość, która nadejdzie to film, który aktywnie generuje dziury w pamięci. Oglądacie na własną odpowiedzialność”. Joanna Ostrowska z Interii napisała: „Reżyser Bryan Singer bezlitośnie atakuje przeszłość i historię; buduje wspólne przestrzenie czasowe, przywołuje tych bohaterów, których ktoś kiedyś pogrzebał – łamie wszystkie przyzwyczajenia fanów sagi”. Darek Kuźma z Onetu stwierdził, że „X-Men: Przeszłość, która nadejdzie to najlepsza część sagi o najbardziej znanych mutantach popkultury od czasu X-Men 2 z 2003 roku. To zrealizowany z przysłowiowym jajem film wybijający się ponad blockbusterową przeciętność, lecz jednocześnie niespełniający wszystkich pokładanych w nim oczekiwań”.

### Nagrody i nominacje
| Rok  | Ceremonia                             | Kategoria                                           | Nominacja                                                                        | Rezultat  | Przypis |
| ---- | ------------------------------------- | --------------------------------------------------- | -------------------------------------------------------------------------------- | --------- | ------- |
| 2014 | Teen Choice Awards                    | Ulubiony film fantasy / science-fiction             | X-Men: Przeszłość, która nadejdzie                                               | Nominacja | [ 61 ]  |
| 2014 | Teen Choice Awards                    | Ulubiona aktorka w filmie science-fiction / fantasy | Jennifer Lawrence                                                                | Wygrana   | [ 61 ]  |
| 2014 | Teen Choice Awards                    | Ulubiona aktorka w filmie science-fiction / fantasy | Halle Berry                                                                      | Nominacja | [ 61 ]  |
| 2014 | Teen Choice Awards                    | Ulubiona postać kradnąca sceny                      | Nicholas Hoult                                                                   | Nominacja | [ 61 ]  |
| 2014 | Teen Choice Awards                    | Ulubiona postać kradnąca sceny                      | Elliot Page                                                                      | Nominacja | [ 61 ]  |
| 2014 | Teen Choice Awards                    | Ulubiony czarny charakterMichael Fassbender         | Michael Fassbender                                                               | Nominacja | [ 61 ]  |
| 2014 | Golden Schmoes Awards                 | Najlepsza scena akcji                               | X-Men: Przeszłość, która nadejdzie                                               | Wygrana   | [ 62 ]  |
| 2014 | Golden Schmoes Awards                 | Najlepsza scena zapadająca w pamięć                 | X-Men: Przeszłość, która nadejdzie                                               | Wygrana   | [ 62 ]  |
| 2014 | Golden Schmoes Awards                 | Najlepszy film science-fiction                      | X-Men: Przeszłość, która nadejdzie                                               | Nominacja | [ 62 ]  |
| 2014 | Golden Schmoes Awards                 | Najlepsze efekty specjalne                          | X-Men: Przeszłość, która nadejdzie                                               | Nominacja | [ 62 ]  |
| 2014 | Golden Schmoes Awards                 | Najfajniejsza postać                                | Evan Peters jako Quicksilver                                                     | Nominacja | [ 62 ]  |
| 2014 | Golden Schmoes Awards                 | Najlepsze wydanie DVD/Blu-Ray                       | X-Men: Przeszłość, która nadejdzie                                               | Nominacja | [ 62 ]  |
| 2014 | Matchflick Flicker Awards             | Najlepsze sceny walki                               | Bryan Singer X-Men: Przeszłość, która nadejdzie                                  | Wygrana   | [ 63 ]  |
| 2014 | Young Hollywood Awards                | Najlepszy superbohater                              | Nicholas Hoult                                                                   | Nominacja | [ 64 ]  |
| 2014 | Young Hollywood Awards                | Najlepsza chemia między aktorami                    | X-Men: Przeszłość, która nadejdzie                                               | Nominacja | [ 64 ]  |
| 2014 | Young Hollywood Awards                | Ulubiony film                                       | X-Men: Przeszłość, która nadejdzie                                               | Nominacja | [ 64 ]  |
| 2015 | People’s Choice Awards                | Ulubiony film                                       | X-Men: Przeszłość, która nadejdzie                                               | Nominacja | [ 65 ]  |
| 2015 | People’s Choice Awards                | Ulubiona aktorka w filmie akcji                     | Jennifer Lawrence                                                                | Wygrana   | [ 65 ]  |
| 2015 | People’s Choice Awards                | Ulubiony aktor w filmie akcji                       | Hugh Jackman                                                                     | Nominacja | [ 65 ]  |
| 2015 | People’s Choice Awards                | Ulubiony film akcji                                 | X-Men: Przeszłość, która nadejdzie                                               | Nominacja | [ 65 ]  |
| 2015 | Nagroda Akademii Filmowej             | Najlepsze efekty specjalne                          | Richard Stammers, Lou Pecora, Tim Crosbie, Cameron Waldbauer                     | Nominacja | [ 66 ]  |
| 2015 | Nagroda Brytyjskiej Akademii Filmowej | Najlepsze efekty specjalne                          | Richard Stammers, Anders Langlands, Tim Crosbie, Cameron Waldbauer               | Nominacja | [ 67 ]  |
| 2015 | Saturn Awards                         | Najlepsza adaptacja komiksu                         | X-Men: Przeszłość, która nadejdzie                                               | Nominacja | [ 68 ]  |
| 2015 | Saturn Awards                         | Najlepsza reżyseria                                 | Bryan Singer                                                                     | Nominacja | [ 68 ]  |
| 2015 | Saturn Awards                         | Najlepsza charakteryzacja                           | Adrien Morot, Norma Hill-Patton                                                  | Nominacja | [ 68 ]  |
| 2015 | Saturn Awards                         | Najlepsze kostiumy                                  | Louise Mingenbach                                                                | Nominacja | [ 68 ]  |
| 2015 | Saturn Awards                         | Najlepszy montaż                                    | John Ottman                                                                      | Nominacja | [ 68 ]  |
| 2015 | Annie Awards                          | Najlepsze efekty animowane w filmie aktorskim       | Jeremy Hampton, Daniel Stern, Edmond Smith, Hiroshi Tsubokawa, Daniel Jenkins    | Nominacja | [ 69 ]  |
| 2015 | MTV Movie Awards                      | Najlepszy czarny charakter                          | Peter Dinklage                                                                   | Nominacja | [ 70 ]  |
| 2015 | Amerykańska Gildia Aktorów Filmowych  | Najlepszy zespół kaskaderski w filmie               | X-Men: Przeszłość, która nadejdzie                                               | Nominacja | [ 71 ]  |
| 2015 | Kids’ Choice Awards                   | Ulubiony aktor filmowy                              | Hugh Jackman                                                                     | Nominacja | [ 72 ]  |
| 2015 | Kids’ Choice Awards                   | Ulubiona aktorka filmu akcji                        | Jennifer Lawrence                                                                | Wygrana   | [ 72 ]  |
| 2015 | Kids’ Choice Awards                   | Ulubiona aktorka filmu akcji                        | Halle Berry                                                                      | Nominacja | [ 72 ]  |
| 2015 | Kids’ Choice Awards                   | Ulubiona aktorka filmu akcji                        | Elliot Page                                                                      | Nominacja | [ 72 ]  |
| 2015 | Empire Awards                         | Najlepszy film fantasy / science-fiction            | X-Men: Przeszłość, która nadejdzie                                               | Wygrana   | [ 73 ]  |
| 2015 | VES Awards                            | Najlepsze symulacje w fotorealistycznym filmie      | Adam Paschke, Premamurti Paetsch, Sam Hancock, Timmy Lundin                      | Wygrana   | [ 74 ]  |
| 2015 | VES Awards                            | Najlepsze wirtualne zdjęcia w filmie aktorskim      | Austin Bonang, Casey Schatz, Dennis Jones, Newton Thomas Sigel                   | Wygrana   | [ 74 ]  |
| 2015 | VES Awards                            | Najlepsza efekty specjalne w filmie aktorskim       | Richard Stammers, Blondel Aidoo, Lou Pecora, Anders Langlands, Cameron Waldbauer | Nominacja | [ 74 ]  |

## Kontynuacje, anulowane projekty i reboot Filmowego Uniwersum Marvela
W grudniu 2013 roku Bryan Singer zapowiedział kontynuację. Powrócił on na stanowisku reżysera, a scenariusz napisał Simon Kinberg. X-Men: Apocalypse miał premierę w 2016 roku. Swoje role powtórzyli: James McAvoy, Michael Fassbender, Jennifer Lawrence, Nicholas Hoult, Rose Byrne i Lucas Till. Do obsady dołączył Oscar Isaac jako Apocalypse oraz: Tye Sheridan, Sophie Turner i Alexandra Shipp jako młodsze wersje: Cyclopsa, Jean Grey i Storm.
W maju 2016 roku Kinberg zapowiedział, że 20th Century Fox planuje kolejną trylogię, która tym razem ma się koncentrować na młodych mutantach. W lutym 2017 roku poinformowano, że Kinberg rozpoczął negocjacje ze studiem dotyczące wyreżyserowania kontynuacji na podstawie własnego scenariusza inspirowanymi komiksami Dark Phoenix Saga. X-Men: Mroczna Phoenix miała premierę w 2019 roku. W głównych rolach powrócili: McAvoy, Fassbender, Lawrence, Hoult, Turner, Sheridan i Shipp. Dołączyła do nich Jessica Chastain jako Vuk.
Studio rozwijało też kilka spin-offów franczyzy filmowej o X-Menach, między innymi Gambit z Channingiem Tatumem w głównej roli, Multiple Man z Jamesem Franco, Kitty Pryde z Elliotem Pagem oraz filmy o Alpha Flight i o Exiles.
W 2019 roku The Walt Disney Company sfinalizował transakcję zakupu 21st Century Fox, wskutek czego wszystkie filmy Foxa związane z franczyzą zostały anulowane, w tym spin-offy i kontynuacje Mrocznej Phoenix, a Marvel Studios przejęło kontrolę nad postaciami. Prezes Disneya, Robert Iger, poinformował, że X-Meni zostaną włączeni do Filmowego Uniwersum Marvela. W lipcu 2019 roku, podczas San Diego Comic-Conu, Kevin Feige zapowiedział, że studio pracuje nad rebootem filmu o mutantach.
W 2020 roku premierę miał ostatni film franczyzy filmowej o X-Menach, samodzielny spin-off, Nowi mutanci.